# Ilyushin DB-3
El Ilyushin DB-3 fue un bombardero medio soviético de largo alcance de la Segunda Guerra Mundial.

## Historia, diseño y notas
El prototipo del bombardero de gran autonomía TsKB-26 hizo su aparición en 1935. Usaba partes del fuselaje y de la cabina del caza TsKB-12 o Polikarpov I-16 , junto con unas nuevas alas con perfiles metálicos en U soldados y tubos. Era un monoplano de ala baja, propulsado por dos motores radiales Gnome-Rhône Mistral Major de 800 cv.
El 1 de mayo de 1936 fue exhibido públicamente, con el piloto de pruebas Vladímir Kokkinaki a los mandos, y en julio de ese mismo año obtuvo dos récords mundiales de altitud.
Un segundo prototipo, designado TsKB-30, presentaba cabina cerrada para el piloto, en lugar de la descubierta del anterior aparato, motores M-85 de construcción soviética y una sección trasera del fuselaje metálica; el nuevo fuselaje usaba el mismo método de construcción. Las uniones soldadas, requerían tres soldaduras en cada juntura, lo que implicaba una gran cantidad de tiempo para construir cada aparato. Este segundo prototipo también obtuvo algunos récords mundiales y atrajo el interés mundial por su vuelo de Moscú al Canadá, donde el piloto Kokkinaki tuvo que efectuar un aterrizaje con las ruedas retraídas el 28 de abril de 1939, después de cubrir una distancia de 8.000 km.
Por entonces, el bombardero ya estaba siendo fabricado en serie para la aviación soviética desde hacía más de dos años. Bajo la designación militar DB-3, fue ampliamente utilizado por la ADD (Aviación de Bombardeo de Largo Alcance) y la V-MF (aviación Naval). Permaneció en servicio hasta bien entrada la II Guerra Mundial y llegó a participar en alguno de los primeros ataques contra Berlín.

## Variantes
DB-3M 
Versión mejorada que entró en producción en 1939, propulsada por dos motores M-87, aparentaba una gran similitud con su predecesor con la excepción de un morro mucho más largo y redondeado, aunque el avión era totalmente diferente internamente. Usando las lecciones aprendidas del avión Lisunov Li-2 ( Douglas DC-3 ), fue rediseñado usando perfiles en T en lugar de los perfiles en U y tubos metálicos. Esto llevó a una enorme reducción en el tiempo necesario para construir cada aparato, por lo que el DB-3M fue puesto apresuradamente en producción
DB-3T
Versión naval equipada con un torpedo aéreo Tipo 45-12-AN
DB-3PT
Designación aplicada a la versión torpedera con flotadores

## Especificaciones técnicas

### Características generales
- Longitud: 12,2 m (40,1 ft)
- Envergadura: 21,4 m (70,3 ft)
- Altura: 4,2 m (13,7 ft)
- Superficie alar: 65,6 m² (706,1 ft²)
- Planta motriz: 2× M-87B, radiales de 9 cilindros en estrella simple.
  - Potencia: 699 kW (937 HP; 950 CV) cada uno.

### Rendimiento
- Alcance: 3.800 km

### Armamento
- Ametralladoras: 3× ShKAS de 7,62 mm
- Bombas: Hasta 2500 kg en bombas.